# Tarumizu

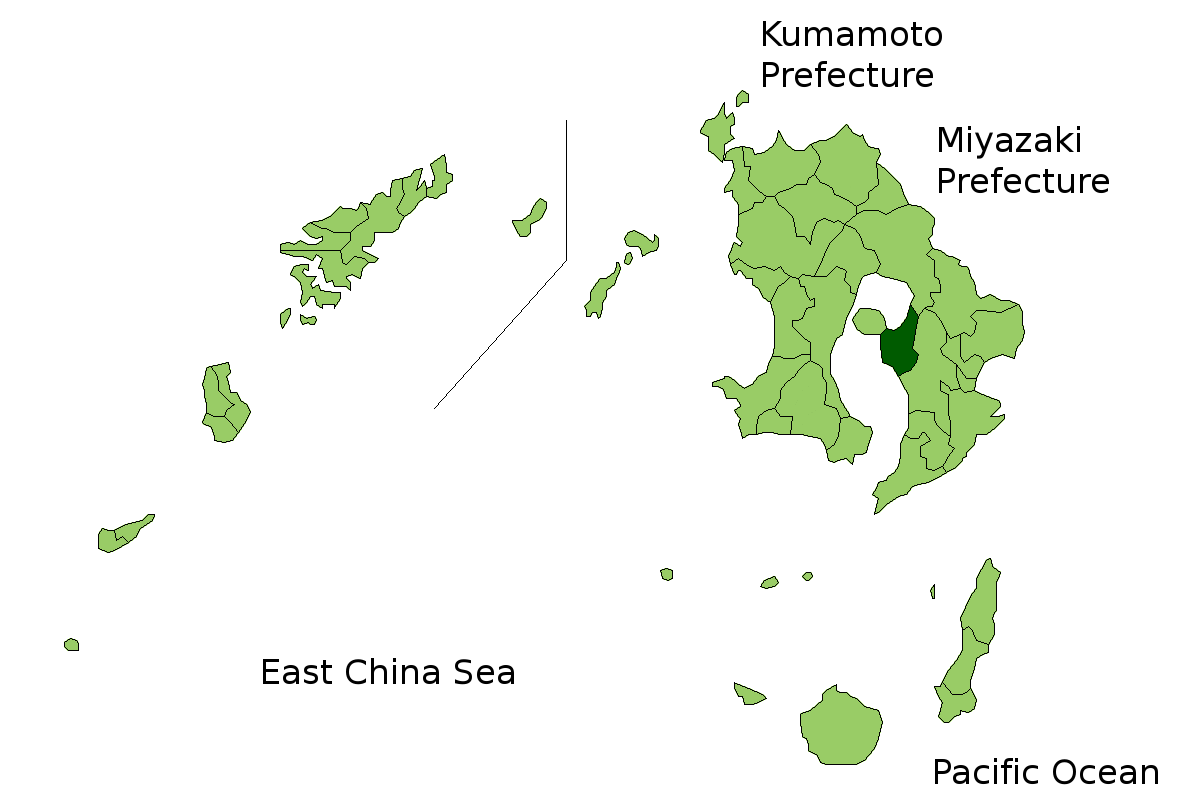

Tarumizu (垂水市 Tarumizu-shi?) este un municipiu din Japonia, prefectura Kagoshima.